# Роджер де Олівейра
Роджер Франклін Берна Де Олівейра або просто Роджер (порт.-браз. Roger Franklin Berna De Oliveira, нар. 13 квітня 1981) — бразильський футболіст, захисник.

## Життєпис
Роджер на батьківщині в Бразилії грав за клуб «Інтернасьонал» (Лімейра). Взимку 2002 року уклав трирічний контракт з сімферопольською «Таврією». У чемпіонаті України дебютував 21 квітня 2002 року в домашньому матчі проти маріупольського «Металурга» (3:1), Роджер вийшов на 87-ій хвилині замість Шоти Чомахідзе. Всього в «Таврії» він провів близько року і зіграв в чемпіонаті України усього в 4 матчах. Під час виступу в «Таврії» Анатолій Заяєв попросив знайти його в Бразилії плеймейкера, в результаті він запросив в команду свого друга Едмара.
Після того як Роджер покинув «Таврію» він повернувся до Бразилії.